# Endromis versicolora
Il bombice variegato (Endromis versicolora (Linnaeus, 1758)) è un lepidottero eurasiatico, unico rappresentante del genere Endromis Ochsenheimer, 1810, appartenente alla famiglia Endromidae.

## Descrizione

### Adulto
Si riconosce facilmente per il disegno inconfondibile delle ali anteriori, con linee esterne irregolari e macchie triangolari bianche nella zona apicale. Il colore di fondo è variabile, anche per quanto riguarda le ali posteriori, fenomeno da cui dipende il nome dato da Linneo; di norma gli esemplari della fascia più settentrionale dell'areale tendono ad avere ali anteriori più scure, con geometrie e disegni più marcati (Chinery, 1989).

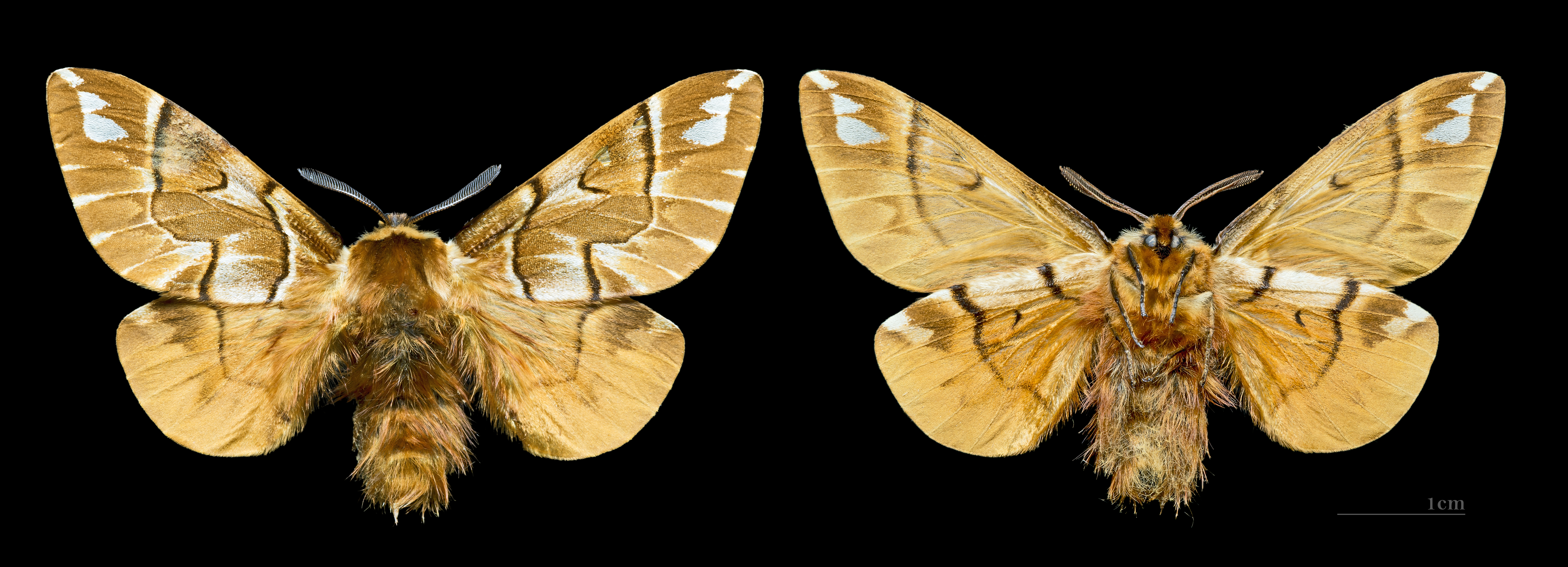
Maschio di Endromis versicolora

Il dimorfismo sessuale è accentuato, con le femmine più grandi e più pallide dei maschi.

L'apertura alare va da 50 a 70 mm.

Femmina di Endromis versicolora

### Uova
Appena deposte, le uova appaiono giallastre, ma in seguito virano verso il bruno-porpora. Vengono deposte in tre-sei file attorno ai rami più sottili della betulla (Chinery, 1989).

### Larva
Il bruco di questa specie è rinvenibile da maggio a luglio. Inizialmente nero, esce dall'uovo dopo 10-14 giorni dalla deposizione. In seguito diventa verde, a causa delle essenze alimentari assimilate, con striature più chiare lungo i fianchi. Nelle prime fasi si possono trovare gruppi di 15-20 bruchi che si alimentano vicini sulle foglie, ma in seguito, via via che lo sviluppo larvale procede, i bruchi si disperdono e tendono ad alimentarsi separatamente durante la notte (Chinery, 1989).

### Pupa
La crisalide è lo stadio con cui questa specie trascorre l'inverno. Le pupe sono libere, con un bozzolo spesso e duro, e si rinvengono negli strati superficiali del suolo o nella lettiera del sottobosco (Chinery, 1989).

## Distribuzione e habitat

Areale del bombice variegato

L'areale di questa specie è di tipo paleartico, comprendendo l'Europa occidentale (Pirenei), la Francia, l'Italia centro-settentrionale, la Germania, la Penisola Balcanica, la Scandinavia, fino alla Russia, alla Siberia, all'Amur, al Caucaso e all'Armenia.

Localmente comune, è considerata rara in Gran Bretagna (ma solo in Scozia) e protetta in Germania e Austria.
L'habitat è costituito da boschi di betulla e brughiere con presenza di betulla; al sud è rinvenibile solo in montagna (Chinery, 1989).

## Biologia
Solo il maschio adulto ha attività diurna, volando al sole dalla mattina fino a metà pomeriggio; nelle fasce più temperate può presentare anche attività notturna. Al contrario la femmina vola esclusivamente di notte, per deporre le uova.
Durante l'accoppiamento il maschio viene guidato dai feromoni prodotti dall'addome della femmina, che questi percepisce con chemiorecettori posti sulle antenne, da distanze anche superiori ai 2 km (Chinery, 1989).

### Periodo di volo
La specie è univoltina. Gli adulti volano da marzo a maggio (Chinery, 1989).

## Alimentazione
I bruchi si alimentano inizialmente su foglie di Betulaceae, tra cui B. verrucosa e B. pubescens per poi passare ad Alnus glutinosa, A. incana, Corylus sp., Carpinus sp. e Tilia cordata (fam. Malvaceae) (Seppänen, 1970; Leraut, 1992).

## Tassonomia
Non sono state descritte sottospecie.

### Sinonimi
È stato riportato un unico sinonimo:
- Phalaena versicolora Linnaeus, 1758

## Galleria d'immagini

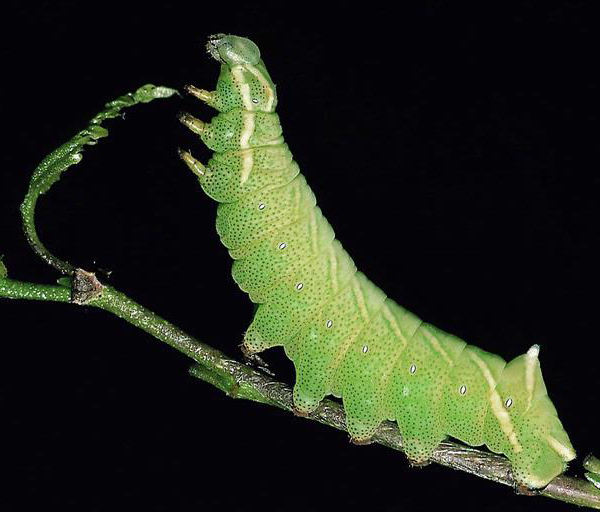
Bruco di Endromis versicolora
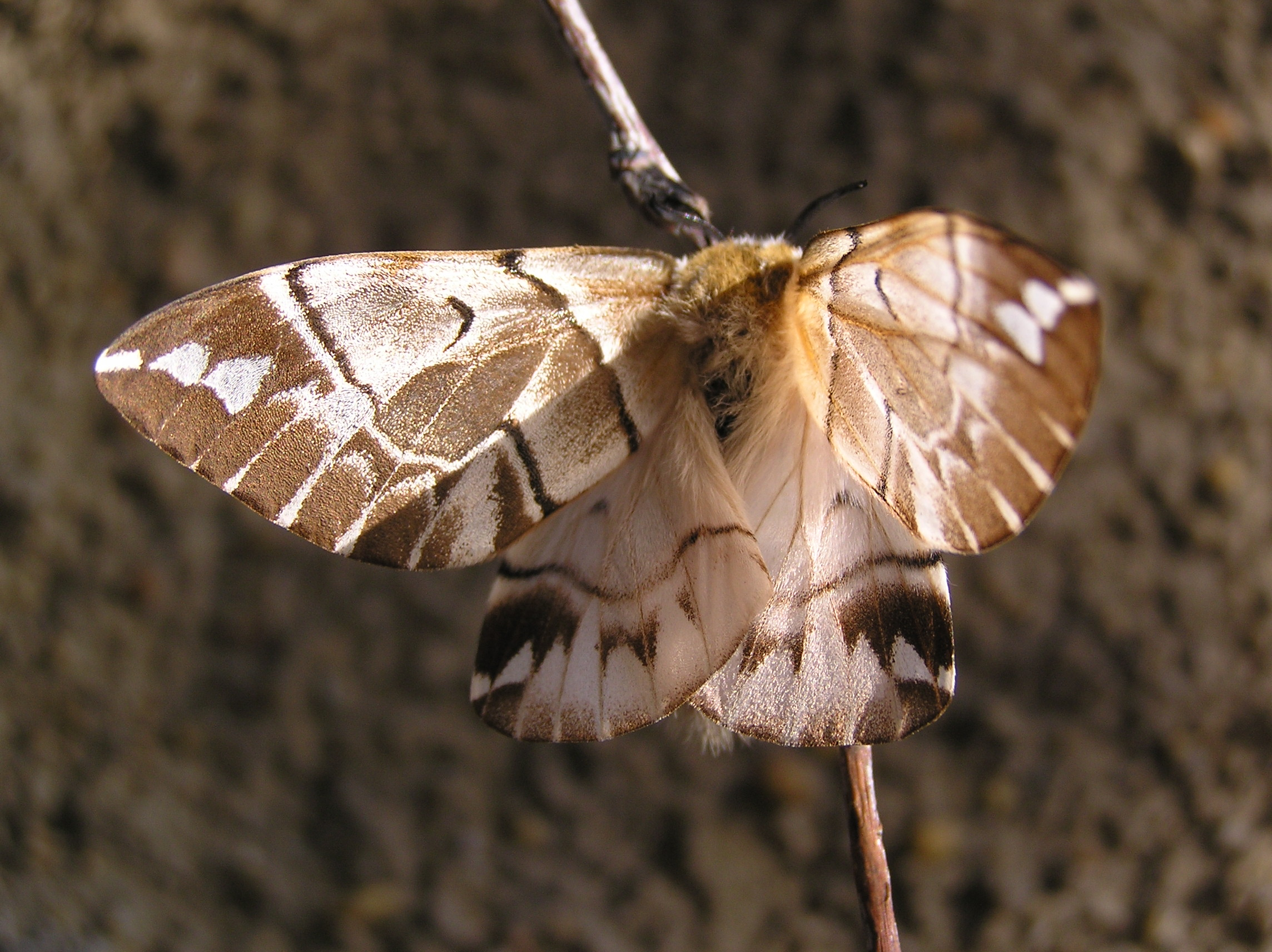
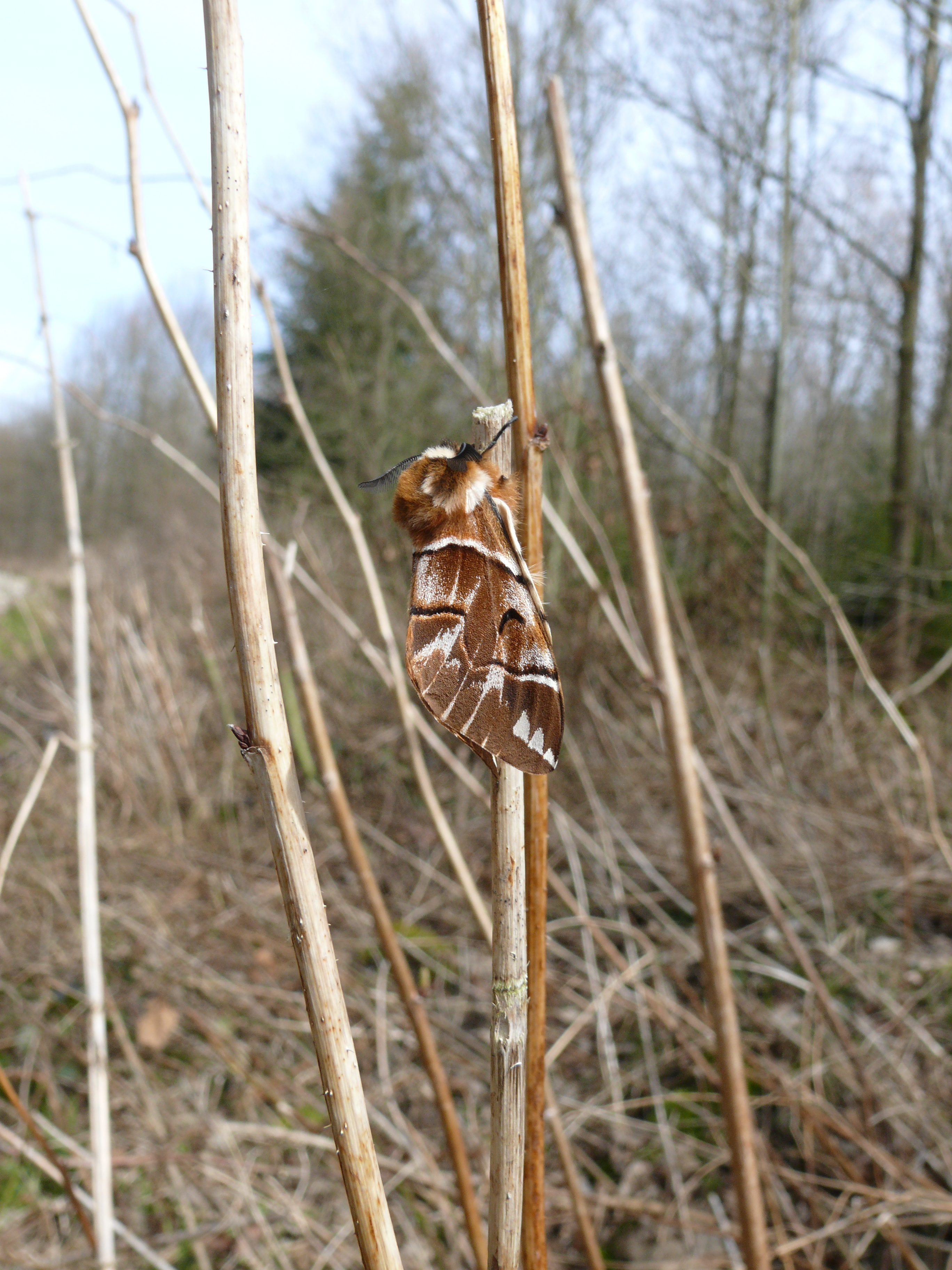
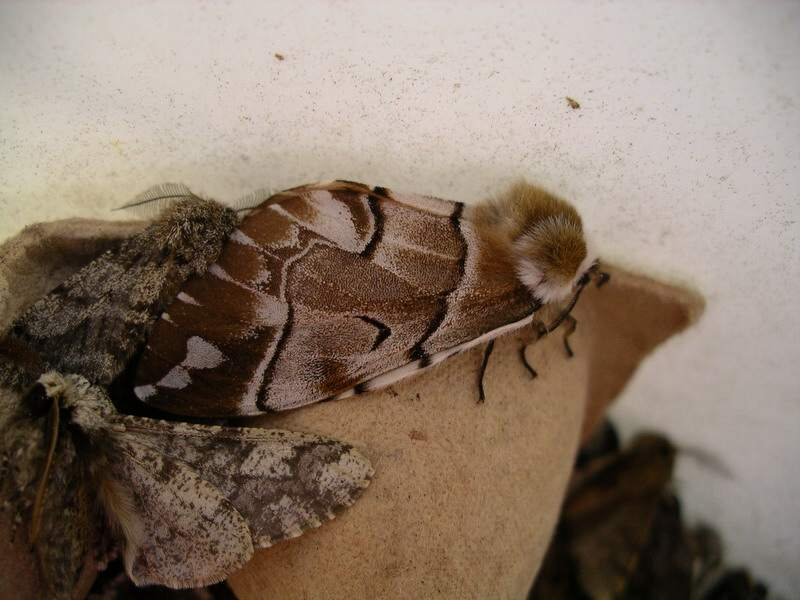
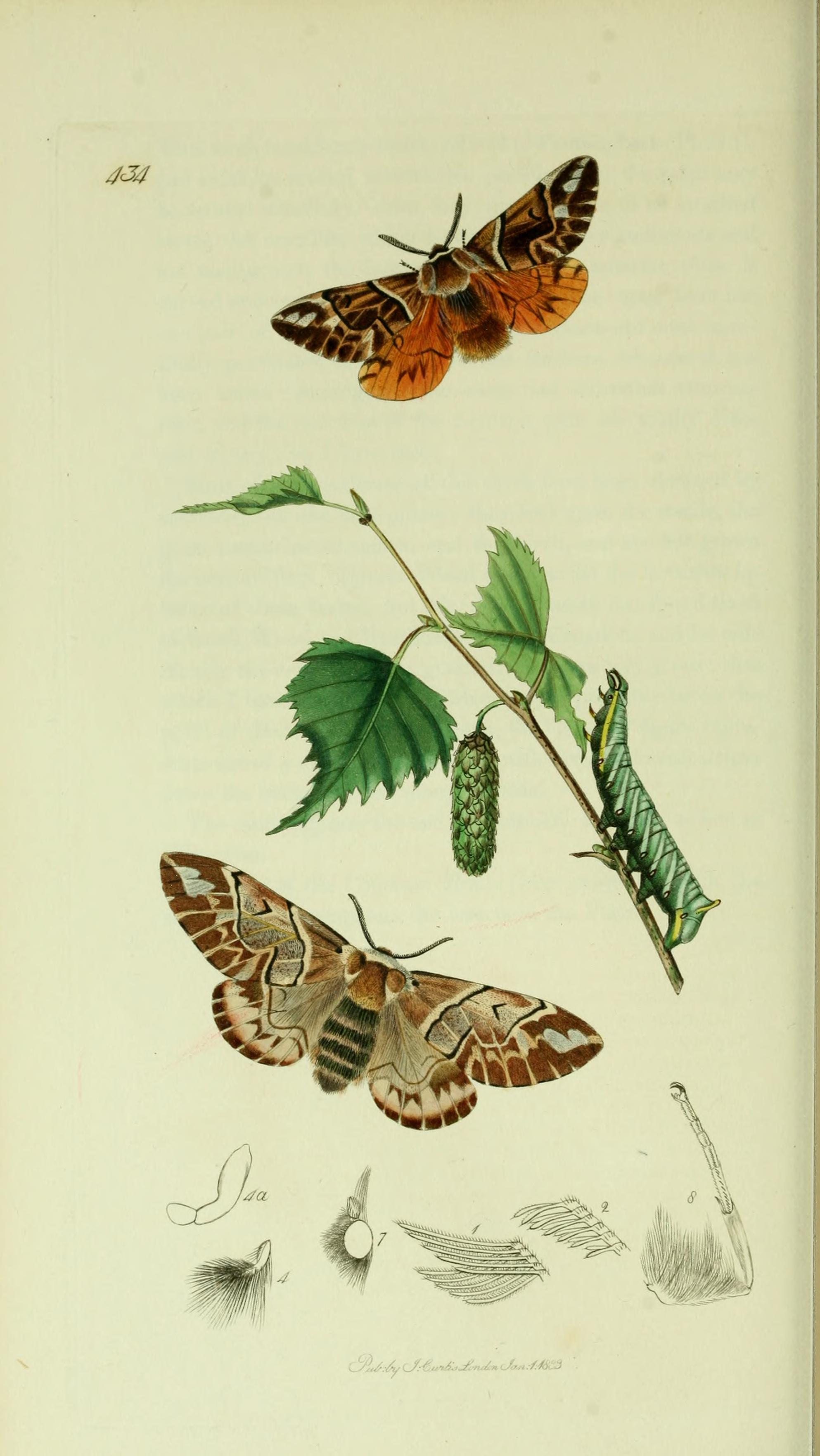
Illustrazione del "British Entomology - vol. 5" di Curtis (1840)